# سقانفار ولیک رودپشت
سقانفار ولیک رودپشت مربوط به دوره قاجار است و در شهرستان بابلسر، بخش رودبست، دهستان خشکرود، روستای ولیک رودپشت واقع شده و این اثر در تاریخ ۲۸ اسفند ۱۳۸۵ با شمارهٔ ثبت ۱۸۶۹۰ به‌عنوان یکی از آثار ملی ایران به ثبت رسیده است.